# Kristo Hussar
Kristo Hussar (Tallinn, 28 giugno 2002) è un calciatore estone, difensore del Flora Tallinn e della nazionale estone.

## Carriera

### Nazionale
Ha esordito con la nazionale estone il 12 gennaio 2024, nell'amichevole persa per 2-1 contro la Svezia.

## Statistiche

### Cronologia presenze e reti in nazionale
| Cronologia completa delle presenze e delle reti in nazionale ― Estonia | Cronologia completa delle presenze e delle reti in nazionale ― Estonia | Cronologia completa delle presenze e delle reti in nazionale ― Estonia | Cronologia completa delle presenze e delle reti in nazionale ― Estonia | Cronologia completa delle presenze e delle reti in nazionale ― Estonia | Cronologia completa delle presenze e delle reti in nazionale ― Estonia | Cronologia completa delle presenze e delle reti in nazionale ― Estonia | Cronologia completa delle presenze e delle reti in nazionale ― Estonia |
| Data                                                                   | Città                                                                  | In casa                                                                | Risultato                                                              | Ospiti                                                                 | Competizione                                                           | Reti                                                                   | Note                                                                   |
| ---------------------------------------------------------------------- | ---------------------------------------------------------------------- | ---------------------------------------------------------------------- | ---------------------------------------------------------------------- | ---------------------------------------------------------------------- | ---------------------------------------------------------------------- | ---------------------------------------------------------------------- | ---------------------------------------------------------------------- |
| 12-1-2024                                                              | Pafos                                                                  | Svezia                                                                 | 2 – 1                                                                  | Estonia                                                                | Amichevole                                                             | -                                                                      | 72’                                                                    |
| 21-3-2024                                                              | Varsavia                                                               | Polonia                                                                | 5 – 1                                                                  | Estonia                                                                | Qual. Euro 2024                                                        | -                                                                      | 31’                                                                    |
| 26-3-2024                                                              | Helsinki                                                               | Finlandia                                                              | 2 – 1                                                                  | Estonia                                                                | Amichevole                                                             | -                                                                      | 88’                                                                    |
| 4-6-2024                                                               | Lucerna                                                                | Svizzera                                                               | 4 – 0                                                                  | Estonia                                                                | Amichevole                                                             | -                                                                      | 81’                                                                    |
| 22-3-2025                                                              | Debrecen                                                               | Israele                                                                | 2 – 1                                                                  | Estonia                                                                | Qual. Mondiali 2026                                                    | -                                                                      | 59’                                                                    |
| Totale                                                                 |                                                                        | Presenze                                                               | 5                                                                      |                                                                        | Reti                                                                   | 0                                                                      |                                                                        |

## Palmarès

### Club

#### Competizioni nazionali
- Campionato estone: 3

Flora Tallinn: 2020, 2022, 2023
- Coppa d'Estonia: 1

Flora Tallinn: 2019-2020
- Supercoppa d'Estonia: 3

Flora Tallinn: 2020, 2021, 2024

#### Competizioni internazionali
- Coppa della Livonia: 1

Flora Tallinn: 2023